# Niall Ferguson
Niall Ferguson (Glasgow 18. travnja 1964.), britanski je povjesničar. Stručnjak je za financijsku i ekonomsku povijest, te predavač na harvardskom sveučilištu.

## Vanjske poveznice
- niallferguson.org Webstranica Nialla Fergussona  Arhivirana inačica izvorne stranice od 24. siječnja 2013. (Wayback Machine)